# Camarones, Chile
Camarones este un oraș și comună din provincia Arica, regiunea Arica-Parinacota, Chile, cu o populație de 606 locuitori (2012) și o suprafață de 3927 km2.